# Genresynkretismus
Synkretismus ist die Synthese von (religiösen) Ideen oder Philosophien zu einem neuen System oder Weltbild. 
In anderen Disziplinen wird unter Synkretismus auch die Verschmelzung von Kulturelementen zu neuen Formen verstanden.
Außerhalb von religiös-philosophischen Zusammenhängen kann oft von Genresynkretismus gesprochen werden.
Genresynkretismus bedeutet die Symbiose von Merkmalen verschiedener Genres in ein und demselbem Kunstwerk. Dies kann in mehreren Bereichen stattfinden, vor allem in Film und Fernsehen, Computerspielen, Theater. Signifikante Beispiele sind:
- Don Giovanni (Oper von Mozart): Symbiose aus Opera buffa und Opera seria
- Die Handschrift von Saragossa (Phantastischer Roman von Jan Potocki): Symbiose aus Abenteuerroman, Liebesroman, Schelmenroman, klassischem Märchen und Novelle.
- Krieg der Sterne: Elemente des Science-Fiction kombiniert mit denen des Märchens, des Western, des Ritterfilms, der Charakterkomödie (vor allem C3PO und R2D2) und sogar der klassischen Tragödie (die Tragik des Anakin Skywalkers/Darth Vaders)
- Metroid Prime (ein Computerspiel für den Nintendo GameCube): Ego-Shooter mit Action-Adventure- und sogar Rollenspielelementen

Genresynkretismus ist dem Eklektizismus verwandt, einem Begriff, der eher in den bildenden Künsten verwendet wird.